# Ressources génétiques forestières
Les ressources génétiques forestières (aussi appelées ressources génétiques des arbres forestiers) représentent la diversité génétique ayant une valeur avérée, actuelle ou future. La part de la diversité ayant une valeur future étant difficile à estimer, on peut considérer que ce concept est synonyme à celui de diversité génétique forestière telle qu'elle est mesurée et estimée par la discipline scientifique de la génétique forestière.

## Comprendre la diversité génétique
Une meilleure compréhension de la diversité génétique des arbres et arbustes forestiers est cruciale pour leur utilisation et conservation durables. La compréhension des patrons de distribution de la diversité génétique permet de prioriser les actions de conservation in situ, d'identifier les populations les plus menacées et les lacunes existant dans les collections ex-situ.

## L'état du monde des ressources génétiques forestières
En 2014, l'Organisation des Nations Unies pour l'alimentation et l'agriculture a publié le premier État des ressources génétiques forestières dans le monde. La publication portait sur la conservation, la gestion et l'utilisation durable des ressources génétiques des arbres forestiers et autres plantes ligneuses ayant une valeur avérée et potentielle pour le bien-être humain parmi un large panel de systèmes de gestion.

## Ressources génétiques forestières et changement climatique
Même s'il s'agit d'un domaine avec de nombreuses incertitudes, il est évident qu'au cours des 50 à 100 prochaines années, les changements climatiques auront un effet majeur sur la répartition des essences forestières et la composition des forêts. La diversité génétique qui existe dans et entre les populations d'arbres forestiers constitue une ressource majeure, à protéger, pour l'adaptation aux changements climatiques.